# Lindenhof (Igensdorf)
Lindenhof ist ein Gemeindeteil des Marktes Igensdorf im Landkreis Forchheim (Oberfranken, Bayern).

## Geografie
Der im Erlanger Albvorland gelegene Weiler liegt etwas mehr als zwei Kilometer südlich des Ortszentrums von Igensdorf auf einer Höhe von 338 m ü. NHN.

## Geschichte
Lindenhof wurde im Jahr 1516 zum ersten Mal urkundlich erwähnt. Bis zum Beginn des 19. Jahrhunderts unterstand der Ort der Landeshoheit der Reichsstadt Nürnberg. Die Vogtei über das einzige Anwesen des Ortes übte dabei das Landalmosenamt Nürnberg aus, während die Hochgerichtsbarkeit dem Pflegamt Hiltpoltstein als Fraischamt oblag. 1803 wurde Lindenhof durch den zwischen dem Kurfürstentum Pfalzbaiern und dem Königreich Preußen abgeschlossenen Hauptlandesvergleichs der nürnbergischen Landeshoheit entzogen und von Preußen annektiert. Es wurde von diesem in sein süddeutsches Verwaltungsgebiet Ansbach-Bayreuth eingegliedert und damit später ein Teil des Eschenauer Straßendistrikts, einer Korridorverbindung, mit der die beiden geografisch voneinander getrennten Teile dieses Territoriums über eine Militärstraße miteinander verbunden wurden. Nach der preußischen Niederlage im Vierten Koalitionskrieg wurde die damalige Einöde zusammen mit dem gesamten Fürstentum Bayreuth 1807 einer vom französischen Kaiserreich eingesetzten Militärverwaltung unterstellt. Mit der im Jahr 1810 durch das Königreich Bayern käuflichen Erwerbung dieses Fürstentums wurde Lindenhof bayerisch.
Durch die Verwaltungsreformen zu Beginn des 19. Jahrhunderts im Königreich Bayern wurde Lindenhof mit dem Zweiten Gemeindeedikt im Jahr 1818 ein Gemeindeteil der Ruralgemeinde Rüsselbach. Im Zuge der Gebietsreform in Bayern wurde Lindenhof am 1. Januar 1972 in den Markt Igensdorf eingegliedert.

## Verkehr
Die Bundesstraße 2 führt durch den Ort. Vom ÖPNV wird Lindenhof an einer Haltestelle der Buslinie 212 des VGN angefahren. Der nächstgelegene Bahnhof ist der unmittelbar südlich von Weidenbühl gelegene Haltepunkt Rüsselbach der Gräfenbergbahn.